# 外环河 (滨州市)
外环河，滨州市市区外环水系，2002年提出的“四环五海”规划的一部分，2003年开始施工建设。

## 历史
2002年，滨州市在2001年《滨州市城市总体规划》的基础上提出打造“四环五海”工程。其中“四环”指环城道路、环城水系、环城绿带、环城景点。环城水系具体指依托原朝阳河开挖东环城河；依托原西沙河拓宽为西环城河；沿北环路开挖北环城河；疏通并加宽南环城河。2003年2月，由市委书记孙德汉和市水利局局长王少青等组织的“滨州市四环五海建设研究”开始实施，2006年获得山东省科技进步奖二等奖。